# Дейвидсън (окръг, Северна Каролина)
Окръг Дейвидсън (на английски: Davidson County) е окръг в щата Северна Каролина, Съединени американски щати. Площта му е 1469 km², а населението – 164 926 души (2016). Административен център е град Лексингтън.